# Iglesia de Cristo Obrero y Nuestra Señora de Lourdes
A Igreja Cristo Obrero e Nossa Senhora de Lourdes (em castelhano:  Iglesia de Cristo Obrero y Nuestra Señora de Lourdes), conhecida também como a Iglesia de Estación Atlántida, é um templo católico e Património Mundial em Estación Atlántida (perto de Atlántida), Uruguai; foi disenhada pelo arquiteto Eladio Dieste em 1958.